# Vanbo herrgård
Vanbo herrgård är en herrgård vid sjön Norra Barken i Smedjebackens kommun i Dalarna. Den används sedan 1930-talet som pensionat.

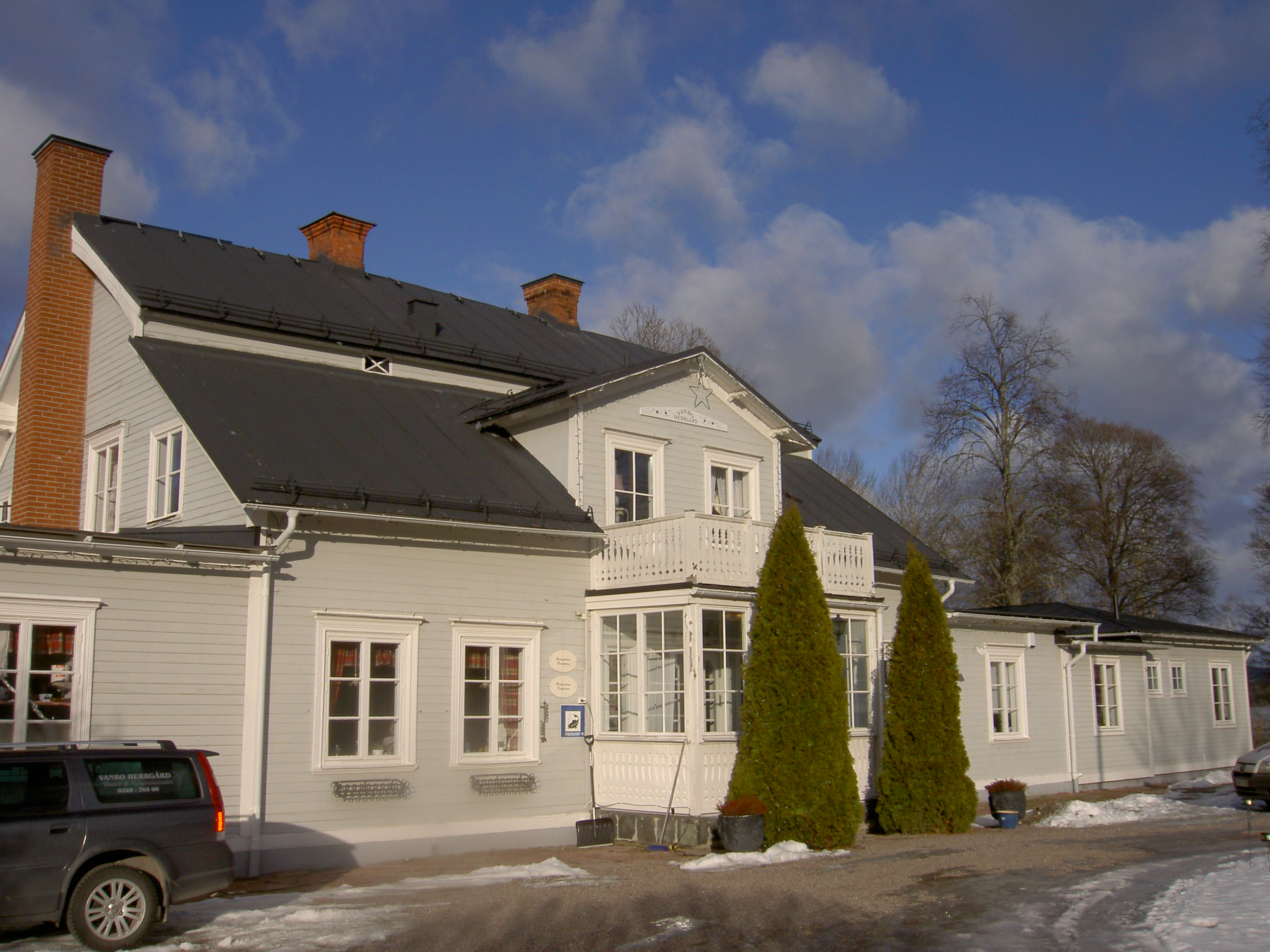
Vanbo herrgård

1725 byggdes Vanbo herrgård av bergsfogden Johan Littmarks änka. I början av 1930-talet inrättades ett pensionat i herrgården. Det togs över av Anny Wernström (1893-1974), som hade utbildat sig till sjuksköterska och arbetat vid Lundsbergs skola och på Svenska Amerika Liniens båtar. Under Anny Wernströms tid besöktes Vanbo flitigt av författare från Stockholm, ur den svenska parnassen, och annexet (byggnaden mittemot huvudbyggnaden) fick tillnamnet "snillepanget" eftersom flera ledamöter av Svenska akademien brukade ta in på Vanbo.
Bland gästerna fanns till exempel  Hjalmar Gullberg, Martin Lamm, Alice Lyttkens, Harry Martinson, Vilhelm Moberg och Marika Stiernstedt. Vidare var Herbert Tingsten en återkommande gäst. Pensionatet gästades även av statsrådet Axel Gjöres. Anny Wernström tillägnades en vänbok med 25 bidrag av tacksamma gäster.
Vanbo herrgård fungerar fortfarande som pensionat, restaurang och kursgård.